# De rebus bellicis
De rebus bellicis  (Le cose della guerra) è un trattato di uno scrittore romano anonimo del IV secolo riguardante le macchine da guerra usate dall'esercito romano del tempo.

## Descrizione

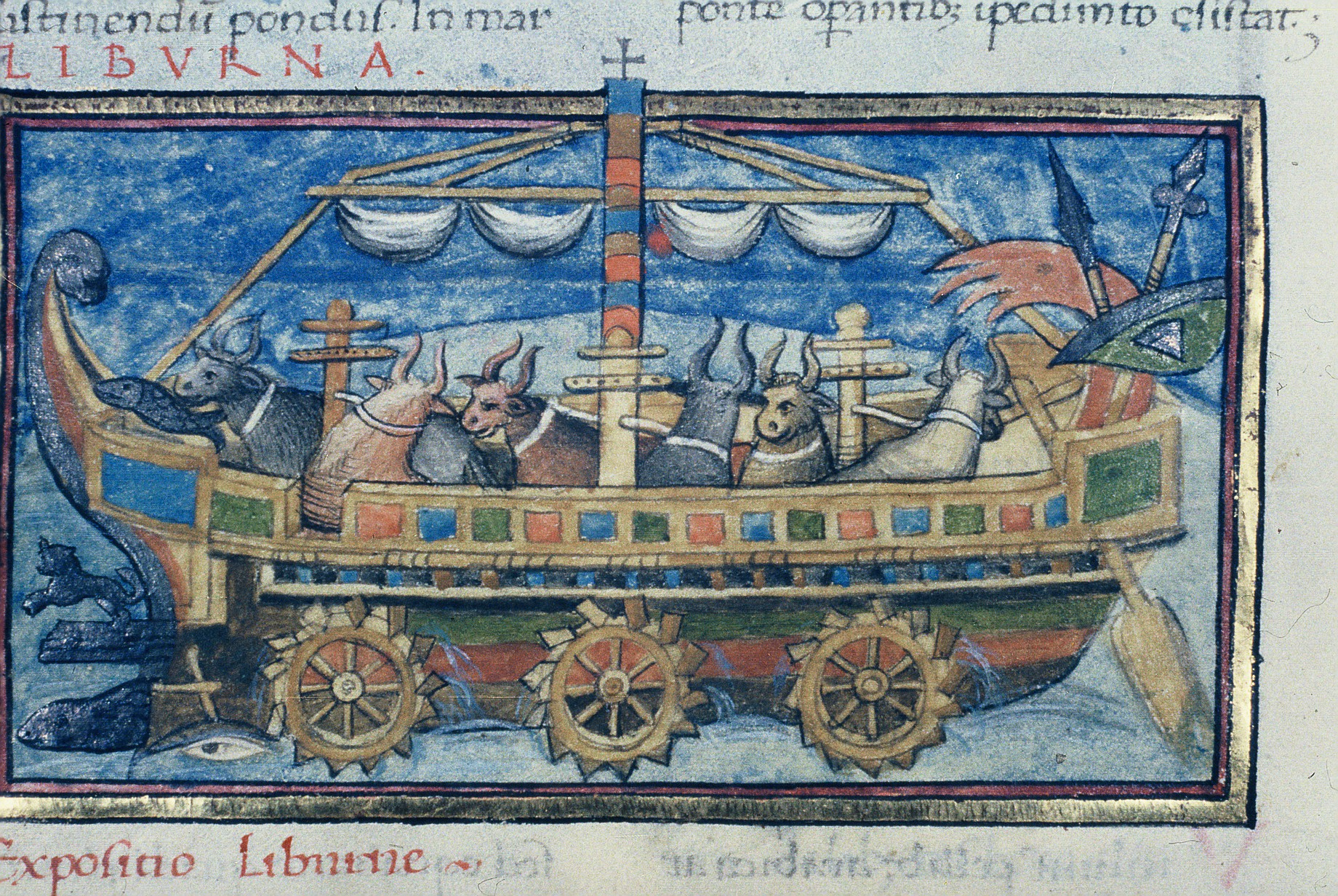
Nave con propulsione a pale mosse da buoi

In questo trattato, l'autore anonimo (probabilmente un possidente ritiratosi a vita privata dopo avere svolto significative esperienze nell'amministrazione civile, oppure un ex soldato), tratta anche della crisi economica e demografica dell'Impero, della disonestà dei governatori e amministratori, della contraffazione della moneta aurea e della necessità di una riforma della ferma militare.